# Antequera
Antequera (někdy s přízviskem „srdce Andalusie“) je španělské město ve středu autonomního společenství Andalusie v provincii Málaga, které se rozkládá na úpatí Antequerského pohoří asi 50 km severně od Málagy. Má přes 40 000 obyvatel a je střediskem Antequerské comarky.

## Popis
Jádro města se nachází ve zvlněné krajině na úpatí Antequerského pohoří natočeno směrem do roviny, která pokračuje dále na sever. Je obklopeno novějším sídlišti. V centru města se nachází i historické jádro a řada významných budov se sídlem institucí správy města a zdravotního a kulturního rozvoje obyvatel. Historická část města se pak nachází v okolí hradu na jihu a postupně je roztažena ve směru na sever, po ulicích Infante don Pedro, Calzada a Santa Clara, Carrera a Cuesta Archidona. Z jihovýchodu je pak ohraničeno ulicemi Peñuelas a Avenida de la Legión; ze severu pak dvěma vrchy (jeden severně od ulice Sagrado Corazón de Jesús, druhý jižně od ulice Ciudad de Mérida); z východu pak ulicemi Belén a Carrera. Jižní strana je uzavřena hradem s přilehlým okolím.

## Doprava
Doprava po Antequeře je zajišťována místním MHD, které zde provozuje jedinou okružní linku, spojující všechna významná místa ve městě a jeho okolí. Nedaleko centra se nachází i autobusové nádraží, odkud je možno se dostat do všech velkých a významných měst v Andalusii (jako jsou Málaga, Granada, Córdoba, Sevilla atd.) či do Madridu, ale také do míst v okolí města. Nedaleko centra je pak také vlakové nádraží spojující Antequeru s Rondou a Granadou. Asi 5 km na východ pak prochází trať rychlovlaku A.V.E. spojující Madrid s jihem Španělska.
Antequera se nachází poblíž dálnice A 92 spojující Sevillu s Granadou a A 45 spojující Málagu s Córdobou. Ve směru na západ je pak na dálnici A 92 napojena silnice číslo A 384, která dále pokračuje ve směru Jerez de la Frontera, Cádiz, nebo je možno se s ní také dostat do Rondy a dále pak na pobřeží na silnice A 7 a AP 7 poblíž významného letoviska Costy del Sol města Marbella. Vodní doprava není zavedena i když územím prochází významná řeka Guadalhorce, která však není splavná díky suchům a četným odběrům vody (např. z vodní nádrže Guadalteba-Guadalhorce).

## Turistické pozoruhodnosti
Mezi nejzajímavější turistické zajímavosti patří původně arabský hrad Alcazaba, historické centrum tvořené převážně kostely z dob renesance, tedy těsně po dobytí území španělskými králi. V okolí města se nacházejí dolmeny Viera, dolmen Menga, El Romeral, Tvář zamilovaných (přírodní útvar geologického původu) a skalní město El Torcal. Tyto přírodní fenomény a památky na megalitickou kulturu jsou od roku 2016 součástí světového kulturního dědictví UNESCO (viz Dolmeny v Antequeře).